# 大峪城
大峪城（おおがけじょう）は、現在の富山県富山市五福である越中国婦負郡五福にあった日本の城。伊賀城、大掛城、大懸城ともいう。なお伊賀城の呼称はこの城の守将であった片山「伊賀守」延高にちなむ。とやま城郭カードNo.60。

## 規模
『越中冨山大カケ古城図』や『大峪之古城分間之図』によると、井田川に面した（現在は流れを変えており、面してはいない）平城。主郭は一辺が38間の正方形であり、その南西と南東の隅には櫓が建てられている。堀を挟んで東には面積にして主郭の半分程度の長方形の郭があり、その郭の北側には入り込んだ堀によって虎口が形成されており、これらを堀で囲んでいる。さらにこれらを含む広範を堀で囲んだ総構えを有していた。ちなみに、前述の全ての堀は井田川から水を引き込んだ水堀であった。「案内板」によれば、1989年（平成元年）に行われた発掘調査によって最大幅14メートル、最深約3.5メートルの堀跡と主郭へ続く土橋が確認されている。また「城割」「城ノ下割」「西ノ輪割」などの小字名が城の名残を示しており、また「大工町」の小字名から周囲に城下町の存在が推定されるという。

## 歴史
- 戦国時代、この地を治めていた神保長職によって築かれたという。その頃の動向については史料につまびらかでない。
- 天正13年（1585年）、豊臣秀吉が越中国富山城を拠点とする佐々成政を討伐するために出陣した（富山の役）。富山城攻めの本陣となった越中国白鳥城には前田利家の家臣である片山延高、岡嶋一吉がいたが、白鳥城を出て大峪城並びに越中国安田城を改修し、白鳥城の出城として両城を守備した。
- 同年、成政が降伏。その後は延高が城主となった。佐々の肥後転封の後も富山に土着した遺臣に備え、新川郡内の諸城（天神山城・宮崎城など）には、引き続き上杉氏の越中衆が置かれた（のち蒲生騒動による領地替えで前田利長に引き渡される）。
- 慶長2年（1597年）、延高は利長の命により呉服山（白鳥城のことか）の守備に就くが、強風のために安田城に居住する。この頃の大峪城の動向については不明。
- 慶長4年（1599年）、延高は利長の命により石川源太、松田直憲によって大坂で殺害された。利家の死からわずか7日後のことであったが、利家の遺言状には延高には高望みの気配があるから油断しないよう書かれており、それに従ったものと思われる。徳川家康が延高を高く評価しており手を回していたからと言われている。

延高の後、大峪城には代官が置かれたが、その詳しい時期は不明。いずれにせよ、関ヶ原の戦い前後までには廃城となっていたと思われる。

## 現在
主郭跡には富山市立五福小学校が建てられた（2016年に旧富山市民病院五福分院跡地に移転した）。小学校の敷地が周囲より一段高くなっていたり、所々に土塁の痕跡が見受けられたりする等、かすかではあるが往時を窺い知ることができる。校庭の脇には案内板が建てられている。

## 遺構
- 切岸、土塁跡
- 『大峪城跡』説明板 - 歴史と由来が書かれる[4]。

### 関連資料
- 『越中冨山大カケ古城図』『大峪之古城分間之図』など。